# Ferdinand Wilhelm Fricke
Ferdinand Wilhelm Fricke (auch: F. W. F.) (* 11. Oktober 1863 in Hannover; † 17. Januar 1927 ebenda) war ein deutscher Lehrer und Gründer des ersten Rasensportvereins in Deutschland. Er trat als einer der Ersten für die Ausbreitung des Sportgedankens in Hannover ein und gilt als „Vater und Schöpfer des hannoverschen Rasensports“.

## Leben
Ferdinand Wilhelm Fricke besuchte das hannoversche „Realgymnasium“ am Georgsplatz
Nachdem Engländer den Rugby-Sport auch in Hannover bekannt gemacht hatten, gründete Ferdinand Wilhelm Fricke im Alter von 14 Jahren mit einigen Gleichgesinnten am 14. September 1878 den heute ältesten deutschen Rasensportverein „Deutscher Fußball-Verein Hannover von 1878“ (DFV). Dort wurde er zum Vorsitzenden gewählt und übte diese Funktion bis 1898 aus.
1879 wurde Fricke „Einjähriger“ im DFV, spielte selbst als Rugbyspieler und übte sich als Leichtathlet.
Beruflich durchlief Fricke eine Ausbildung zum Lehrer und war als solcher zwei Jahre in Moringen tätig, um dann – wieder in Hannover – bis zu seinem Tode an der Bürgerschule Meterstraße zu unterrichten.
1890 forderte Fricke die „Einführung der Schulspiele“, veröffentlichte dazu Das Fußballspiel, seine Geschichte, Vorzüge und dessen Betriebsweise auf deutschen Spielplätzen.
Um eine sportliche Konkurrenz zum DFV zu schaffen, förderte Fricke die Bildung weiterer Rugby-Vereine: „Am 12. April 1896 war es soweit: bisherige Mitglieder des DFV von 1878, allesamt Bürgerschüler, gründeten mit Freunden einen neuen Verein und nannten ihn »Hannoverscher Fußball Club von 1896«“ – Hannover 96 war geboren.
Im Jahr 1900 war Fricke zudem Mitbegründer des Deutschen Rugby-Verbands und bis 1905 dessen Vorsitzender. Ebenfalls 1900 gründete er den „Verband Hannoverscher (Rugby-) Fußball-Vereine“.
1925 wurde Fricke Konrektor an der Bürgerschule Meterstraße.

## Werke
- Das Fußballspiel, seine Geschichte, Vorzüge und dessen Betriebsweise auf deutschen Spielplätzen. Hannover-Linden 1890.

## Ehrungen
- 1924 wurde Ferdinand Wilhelm Fricke zum Ehrenpräsident des DFV gewählt; seitdem galt Fricke als „Vater und Schöpfer des hannoverschen Rasensports“.[1]
- Laut dem Adressbuch der Stadt Hannover ehrt der 1957 angelegte Ferdinand-Wilhelm-Fricke-Weg in der Calenberger Neustadt den Vermittler des Sportgedankens durch seine Namensgebung. Der Weg führt von der Stadionbrücke bei der HDI-Arena entlang der Leine bis zur Papageienbrücke.[2]